# 小堀製作所
小堀製作所（こぼりせいさくしょ）とは、
1. 株式会社小堀製作所（本社：福岡県糟屋郡粕屋町）。空調、給排水設備のタンク（金属、FRP製）等を製造する。
2. 株式会社小堀製作所（本社：東京都大田区）。光学機器（テフノンブランド）等を製造する。以下、2について記す。

小堀製作所（こぼりせいさくしょ）とは、カメラレンズなどを製作する光学機器メーカーである。1924年創業当時は時計部品の加工業であったが、第二次世界大戦後にキヤノンの協力工場となり、光学機器製造に転身する。キヤノンブランドのレンズをOEM生産する傍ら、1980年代には自社設計の製品TEFNON（テフノン）ブランドを展開（輸出用ブランドはKOBORON）。一眼レフの交換レンズ市場で知名度を高めた。当時のTEFNONのレンズは高倍率ズームレンズの製品群が充実しており、大柄の割には比較的軽量で安く、写真誌でも描写力は値段以上という評価を得ている。1990年代以降、AFレンズが主流になると販売量が減少、再びOEM生産に注力しコニカミノルタ、ペンタックスなどとも取引を行っている。なお、2006年現在でも、一眼レフカメラの交換レンズは通信販売などで行われている。